# Szał (film)
Szał (oryg. Frenzy) – thriller produkcji brytyjskiej w reżyserii Alfreda Hitchcocka z 1972 roku. Film powstał na podstawie książki Arthura La Berna Goodbye Piccadilly, Farewell Leicester Square z 1966 roku.

## Obsada
- Jon Finch – Richard Blaney
- Barry Foster – Robert Rusk
- Barbara Leigh-Hunt – Brenda Blaney
- Anna Massey – Barbara „Babs” Milligan
- Alec McCowen – inspektor Oxford
- Billie Whitelaw – Hetty Porter
- Bernard Cribbins – Felix Forsythe
- Vivien Merchant – pani Oxford
- Michael Bates – sierżant Spearman
- Jean Marsh – Monica Barling
- Clive Swift – Johnny Porter

## Fabuła
W Londynie grasuje seryjny morderca kobiet – „krawaciarz”, gwałcący je i duszący krawatem. Detektywi podejrzewają, że jest nim Richard Blaney, były mąż jednej z ofiar, który był widziany na miejscu zbrodni. Blaney ukrywa się przed policjantami, jednak w ich ręce wydaje go prawdziwy dusiciel, którym okazuje się jego znajomy Robert Rusk. Skazany i osadzony w więzieniu Blaney ucieka ze szpitala więziennego, by dopaść Ruska i zemścić się. Ostatecznie razem z detektywem łapią Ruska z jego kolejną ofiarą.

## Nagrody
Film został nominowany do Złotego Globu w trzech kategoriach:
- najlepszy dramat
- najlepszy reżyser – Alfred Hitchcock
- najlepszy scenariusz – Anthony Shaffer